# 王昭誨
王昭誨，五代十国后唐至后周官员，回鹘阿布思人，赵王王镕次子。
王镕被张文礼杀害时，他的哥哥王昭祚也被斩于军门。王昭诲时年十岁，被感念王镕的军士带出府第，藏在地穴十余日，乱定，将他剃成秃头，穿上僧衣。湖南纲官李震南还，军士把王昭诲托付给李震，李震把他放在茶笼中。带到湖南，跟随南岳寺僧习业，改名崇隐，每年给他钱。王昭诲年长思归，李震知道王镕故将符习为汴州宣武军节度使，把他交给符习，符习上奏：“赵王王镕幼子王昭诲，年十余岁遇祸，被人藏匿得以免死，现在出家为僧，名崇隐，请圣上令他赴京。”唐明宗赐衣一袭，令其脱僧服。王昭诲自称前成德军中军使、检校太傅，至中书陈述事状，朝廷特授朝议大夫、检校考功郎中、司农少卿，赐金紫。符习将女儿嫁给他。其后，历任官职，后周显德年间，担任少府监。